# VAX
VAX — 32-бітова комп'ютерна архітектура, розроблена в середині 1970-x років Digital Equipment Corporation як розвиток лінії PDP-11 в рамках проєкту Star.

## Назва
«VAX» — абревіатура від «Virtual Address eXtension».

## Операційні системи
На системах VAX можуть працювати кілька операційних систем: OpenVMS, Ultrix, VAXeln або BSD UNIX.
VAX підтримується операційною системою NetBSD, а також у минулому (до версії 5.9) — OpenBSD.

## Історія
На початку 1970-х корпорація DEC практично домінувала на ринку міні-комп'ютерів з машинами лінії PDP-11, але мала розрядність (16 біт) що істотно обмежувало можливості їх розвитку. До 1973 року було прийнято рішення про розробку комп'ютера концепції «wide-word machine». Спочатку розглядалися два варіанти: продовження лінії PDP-10 з шириною слова 36 біт (проєкт Unicorn) і розвиток лінії PDP-11, але з подвоєною до 32 біт шириною слова та механізмами віртуальної пам'яті (проєкт Star).
Офіційною датою народження архітектури VAX ймовірно можна вважати 1 квітня 1975 року, дату першої наради команди, згодом названої VAX-A. Через два місяці була готова перша версія опису архітектури — «VAX Blue Book», а до червня 1975 року проєкт Star обігнав конкурента настільки. що керівництво корпорації вирішило згорнути подальшу розробку проєкту Unicorn.
Перша серійна модель архітектури VAX була представлена публіці 25 жовтня 1977 року. Це була модель VAX-11/780 «Star» з процесором KA780 (29 друкованих плат ТТЛ) і 4 МБ RAM з корекцією помилок (ECC RAM). Як консольний процесор використовувалася LSI-11 (одноплатна версія PDP-11). Машина була вкрай комерційно успішна. Розробка «другої серії» здійснювалась вже не на розсипний логіці, а на gate array, і через приблизно рік після моделі «Star» була представлена модель VAX-11/750 «Comet» (різнилася також новою реалізацією консолі на Intel 8085).

## Модельний ряд
Немікропроцесорні VAX:
- VAX-11/780 («Star»)
- VAX-11/782 (двопроцесорний / 780)
- VAX-11/785 (Розігнаний / 780)
- VAX-11/750 («Comet», компактизований, реалізація на базових матричних кристалах)
- VAX-11/730 («Nebula», компактизований, секційний (англ. bit slice) процесор)
- VAX-11/725 («LCN», базова / спрощена версія Nebula)
- VAX 8600 («Venus»)
- VAX 8650 («Morningstar», розігнаний 8600)
- VAX 8500 («Flounder», одноопроцесорний, навмисне-уповільнений 8800)
- VAX 8530 (однопроцесорний, менш уповільнений 8800)
- VAX 8550 («Skipjack», 8800 однопроцесорний, не розширюється)
- VAX 8700 (однопроцесорний Nautilus, розширений до 8800)
- VAX 8800 («Nautilus», перехід на логіку Macrocell)
- VAX 9X00 («Aquarius», VAX 9000 охолоджуваний водою; не пішов у серію)
- VAX 9000 («Aridus», Aquarius з повітряним охолодженням)
- VAX 8X00 («Gemini», резервний проєкт, що розроблявся на випадок провалу розробки «Scorpio»; не пішов у серію)

Мікропроцесорні VAX:
- MicroVAX / VAXstation-I («Seahorse»)
- MicroVAX-II/VAXstation-II («Mayflower»)
- MicroVAX-3100/VAXstation-3100
- VAX 8200/8300 (одно- і двопроцесорний «Scorpio»)
- VAX 8250/8350 (прискорений «Scorpio»)
- VAX 62X0 («CVAX»)
- VAX 63X0 («Calypso»)
- VAX 64X0 («Rigel»)
- VAX 65X0 («NVAX»)
- VAX 7XXX
- VAX XXXX («BVAX», High-end VAX; не пішов у серію)

Характеристики деяких моделей VAX:
| Модель             | Рік випуску | Елементна база                            | t Цикл                                    | μcode                                     | Кеш                                       | Шина                                      | Продуктивність                            | PDP                                       |
| ------------------ | ----------- | ----------------------------------------- | ----------------------------------------- | ----------------------------------------- | ----------------------------------------- | ----------------------------------------- | ----------------------------------------- | ----------------------------------------- |
| 11/780 «Star»      | 1978        | TTL                                       | 200 ns                                    | 6k x 99                                   | 8k                                        | B + U / M                                 | 100 %                                     | Так                                       |
| 11/750 «Comet»     | 1980        | TTL                                       | 320 ns                                    | 6k x 80                                   | 4k                                        | B + U / M                                 | 60 %                                      | Так                                       |
| 11/730 «Nebula»    | 1982        | TTL                                       | 290 ns                                    | 16k x 24                                  | n                                         | B + U                                     | 25 %                                      | Так                                       |
| 11/782             | 1982        | 11/780 двопроцесорний, Колективна пам'ять | 11/780 двопроцесорний, Колективна пам'ять | 11/780 двопроцесорний, Колективна пам'ять | 11/780 двопроцесорний, Колективна пам'ять | 11/780 двопроцесорний, Колективна пам'ять | 11/780 двопроцесорний, Колективна пам'ять | 11/780 двопроцесорний, Колективна пам'ять |
| 11/785             | 1984        | TTL                                       | 133 ns                                    | ?                                         | 32k                                       | B + U / M                                 | 150 %                                     | Так                                       |
| 8600 «Venus»       | 1984        | ECL                                       | 80 ns                                     | 8k x 39                                   | 16 k                                      | B + U / M                                 | x4                                        | Так                                       |
| 8650 «Morningstar» | 1985        | NMOS                                      | 55 ns                                     | ?                                         | ?                                         | V                                         | x6                                        | Ні                                        |
| 8200               | 1986        | NMOS                                      | 200 ns                                    | 16 x 39                                   | 8 k                                       | V                                         | 100 %                                     | Ні                                        |
| 8300               | 1986        | 8200 двопроцесорний                       | 8200 двопроцесорний                       | 8200 двопроцесорний                       | 8200 двопроцесорний                       | 8200 двопроцесорний                       | 8200 двопроцесорний                       | 8200 двопроцесорний                       |
| 8700               | 1986        | ECL                                       | 45 ns                                     | 16k x 144                                 | ?                                         | V                                         | x6                                        | Ні                                        |
| 8800 «Nautilus»    | 1986        | 8700 двопроцесорний                       | 8700 двопроцесорний                       | 8700 двопроцесорний                       | 8700 двопроцесорний                       | 8700 двопроцесорний                       | 8700 двопроцесорний                       | 8700 двопроцесорний                       |
| 8500               | 1986        | ?                                         | ?                                         | ?                                         | ?                                         | ?                                         | X3                                        | Ні                                        |
| 8250               | 1987        | ?                                         | 160 ns                                    | ?                                         | ?                                         | V                                         | 120 %                                     | Ні                                        |
| 6200               | 1988        | CMOS                                      | 80 ns                                     | ?                                         | 256 k                                     | X / V                                     | x2, 8                                     | Ні                                        |
| 6300               | 1988        | CMOS                                      | 60 ns                                     | ?                                         | ?                                         | X / V                                     | x4                                        | Ні                                        |
| 6400/400           | 1989        | CMOS                                      | 28 ns (+ v)                               | 1,7 k x 45                                | 2k + 128k                                 | ?                                         | X7                                        | Ні                                        |
| 9000 «Aridus»      | 1989        | ECL                                       | 16 ns (+ v)                               | ?                                         | 128k                                      | X                                         | x30-40                                    | Немає                                     |
| 4000/300           | 1990        | CMOS                                      | ?                                         | ?                                         | 2k + 128k                                 | ?                                         | X8                                        | Ні                                        |

Скорочення:
- Шини: U — Unibus, M — MASSBUS, V — VAXBI, X — XMI
- T  cycle  + v — означає можливість установки векторного співпроцесора.
- Колонка μcode показує розмір пам'яті, споживаний мікрокодом, висота × ширина, в бітах.
- PDP — так чи ні — сумісність з PDP-11.

## Цікаві факти про VAX
Кристал мікропроцесорів CVAX, що застосовувалися в MicroVAX 3000 і 6200, містить фразу ламаною російською «СВАКС… Когда вы забатите довольно воровать настоящий лучший» — розробники мікропроцесора так переклали з англійської фразу «CVAX — when you care enough to steal the very best» («CVAX — коли ви піклуєтеся про те, щоб вкрасти найкраще»), яка співзвучна зі слоганом відомого постачальника вітальних листівок фірми Hallmark Cards: «When You Care Enough to Send the Very Best» («Коли ви піклуєтеся про те, щоб послати найкраще»). Це послання було призначено для радянських інженерів, які будуть намагатися скопіювати мікропроцесор.

## Клони VAX в СРСР і країнах Варшавського договору

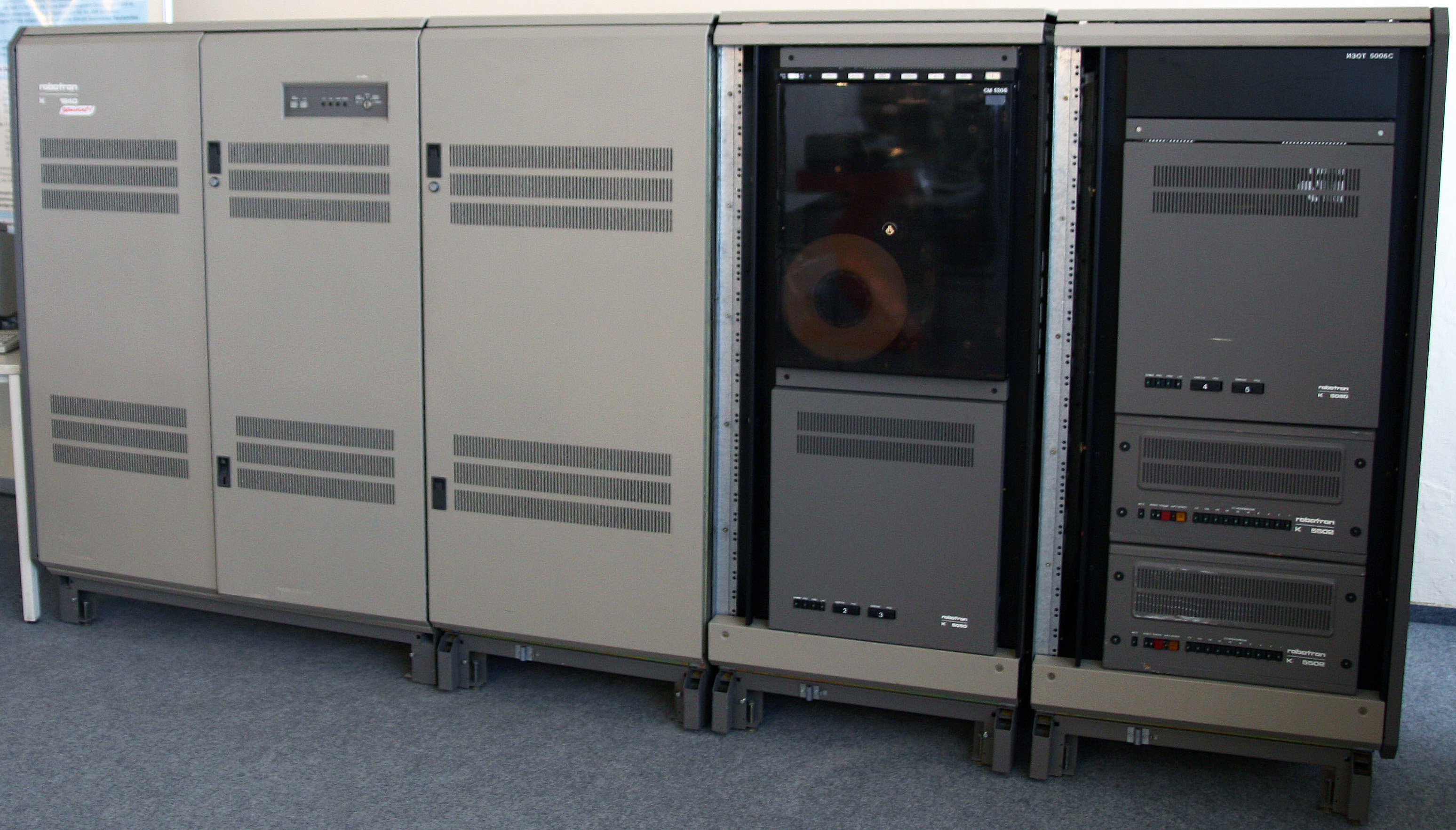
K1840 (СМ-1710), клон DEC VAX-11/780, НДР, 1988

Наприкінці 1980-х в СРСР була завершена розробка оригінального мікропроцесорного комплекту К1839, повністю (включаючи математичні команди) сумісного з VAX 750 Comet. Крім цього комплекту, вироблялися копії оригінальних машин. Випускалося кілька серій VAX-сумісних комп'ютерів:

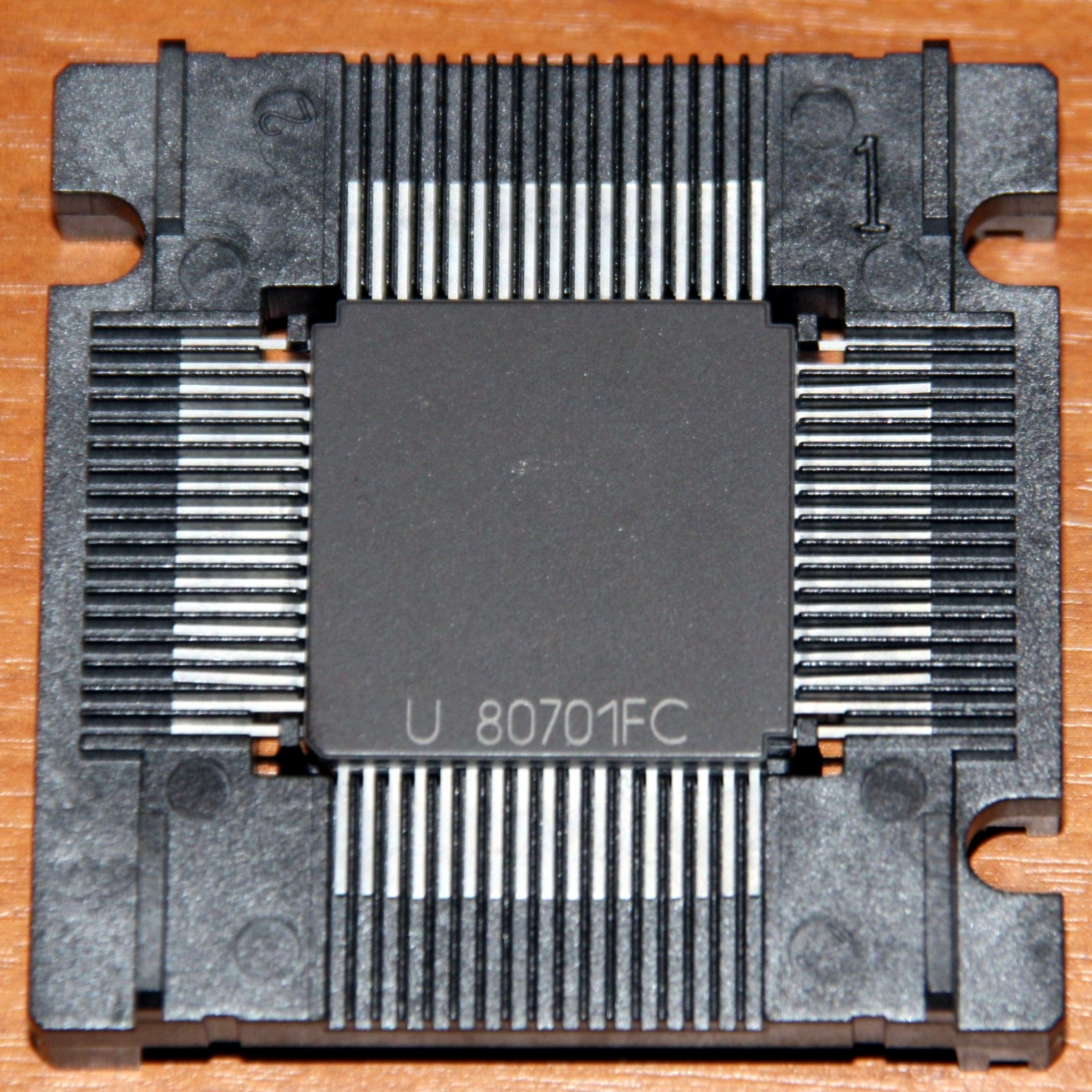
U80701FC

- Електроніка 32 на основі мікропроцесорного набору К1839
- СМ-1700 — клон VAX-11/730
- Електроніка 86 — клон DEC Micro VAX-II на КЛ1848
- Бортові комп'ютери СБ3541 на основі К1839 (випускаються досі[коли?])
- K1840 (СМ-1710) клон DEC VAX-11/780 — в НДР
- K1820 (СМ-1720) клон DEC Micro VAX-II — в НДР на основі процесора KME U80701
- Ізот-1080 клон DEC VAX-11/780 — в Болгарії